# جوزف چلمونسکی
جوزف ماریان چلمونسکی (به لهستانی: Józef Marian Chełmoński) (۷ نوامبر ۱۸۴۹–۶ آوریل ۱۹۱۴) نقاش مکتب رئالیستی با ریشه در بافت تاریخی و اجتماعی اواخر دوره رمانیسم لهستان بود. وی به دلیل نقاشی‌های یادبود، اکنون در گالری ملی هنر در کراکوف و در MNW در ورشو مشهور است.

## زندگی
چلمونسکی در روستای بوچکی (شهرستان وویچ) در نزدیکی وویچ در کنگره مرکزی لهستان تحت کنترل ارتش روسیه متولد شد. اولین معلم نقاشی او پدرش (یک اجاره دهنده کوچک و مدیر دهکده بوچکی) بود. پس از پایان دوره دبیرستان در ورشو، جوزف در کلاس نقاشی ورشو (۱۸۷۱–۱۸۶۷) تحصیل کرد و از ووجیچ گرسون دروس خصوصی گرفت. از سال ۱۸۷۱ تا ۱۸۷۴ چلمونسکی در مونیخ زندگی می‌کرد. او با نقاشان لهستانی همکاری داشت. در آنجا، برای چند ماه در آکادمی H. Anschutz و A. Strahuber تحصیل کرد. در سالهای ۱۸۷۲ و ۱۸۷۴ از سرزمین‌های لهستان (لهستان به عنوان یک کشور مستقل در این مدت وجود نداشت)، مانند کوه‌های تاترا و اوکراین بازدید کرد.
اولین نقاشی‌های وی تحت تأثیر گرسون انجام شد. موضوع آثار وی را عمدتاً مناظر و دهکده‌ها تشکیل می‌دادند. در سال ۱۸۷۵ به پاریس رفت و در آنجا نمایشگاه‌های مهم بسیاری داشت و به استاد چشم‌انداز معروف شد. با دریافت سفارش‌های زیاد، سطح هنری نقاشی‌های وی کاهش یافت.

## آثار برگزیده
- گردونه چهار اسبه با یک راننده (در چمنزارها)، ۱۸۸۱ در سوکین نیس
- گرمای پاییزه
۱۸۷۵ م.
موزه ملی ورشو
- محاکمه در حضور شهردار دهکده، ۱۸۷۳ در MNW در ورشو

- استورکز, ۱۹۰۰
- کبک برفی, ۱۸۹۱
- دعا قبل از نبرد، ۱۹۰۶
- ماهیخوارهای بزرگ در حال عزیمت, ۱۸۷۱